# حبابچه‌داران
حبابچه‌دارن (همراه با حفره) (Alveolate) فرمانرو بزرگی از جانداران هستند که در گذشته در دسته آغازیان طبقه بندی می‌شدند. اما اکنون که مشخص شده است آغازیان دارای منشاء مشترکی نبودند، حبابچه‌داران خود فرمانرویی جداگانه شمرده می‌شوند.
این گروه پنج شاخه دارد:
- هاگ‌داران
- Chromerida
- مژک‌داران
- Dinoflagellates – بیشتر تاژک‌داران دریایی که خیلی‌هایشان دارای کلروپلاست هستند.
- Perkinsozoa